# Петруня
Петруня (рум. Petrunea) — село у Глоденському районі Молдови. Утворює окрему комуну.

## Населення
За даними перепису населення 2004 року у селі проживали 2190 осіб.
Національний склад населення села:
| Національність       | Кількість осіб | Відсоток     |
| -------------------- | -------------- | ------------ |
| молдавани румуни     | 2153 4         | 98,3 % 0,2 % |
| українці             | 22             | 1,0 %        |
| росіяни              | 9              | 0,4 %        |
| інша / без відповіді | 2              | 0,1 %        |
| Всього               | 2190           | 100 %        |